# 32070 Michaelretchin
32070 Michaelretchin è un asteroide della fascia principale. Scoperto nel 2000, presenta un'orbita caratterizzata da un semiasse maggiore pari a 2,2630290 UA e da un'eccentricità di 0,1397487, inclinata di 4,63874° rispetto all'eclittica.